# Telediffusione Italiana Telenapoli
Telediffusione Italiana Telenapoli è stata un'emittente televisiva privata italiana a carattere locale.
Fu fondata da Pietrangelo Gregorio nel 1970, rimanendo in attività fino al 1976. È ritenuta la prima emittente privata italiana, seguita da Telebiella che iniziò a trasmettere nel 1971 nonché la prima rete televisiva italiana a trasmettere a colori.

## Storia
Iniziò le trasmissioni televisive via cavo a Napoli, il 24 dicembre 1966, trasmettendo, per prima, spot pubblicitari per promuovere alcuni prodotti in vendita presso i magazzini Upim. All'inizio si collegarono al cavo numerosi bar e pubblici esercizi; subito dopo iniziarono gli allacciamenti agli utenti privati. Per regolarizzare meglio l'attività, nata come ditta individuale nel 1966 e per soddisfare le richieste crescenti di allacciamenti, il 17 dicembre 1970 si costituì la società "Telediffusione Italiana", con atto del notaio Carlo Tafuri (repertorio nº 10965 - Raccolta 511). con sede in via Toledo, cinque soci e un capitale sociale di 900 000 lire.
Il 21 gennaio di quello stesso anno erano iniziate le trasmissioni regolari dalle 19 alle 21, con un programma condotto da Nino Taranto, mentre il 24 maggio 1971 iniziano le trasmissioni a colori diventando così la prima emittente televisiva italiana a farlo.
Dopo la sentenza della Corte Costituzionale del 10 luglio 1974 n. 225, che dichiarò illegittimo il monopolio statale sulle reti televisive via cavo sancito l'anno precedente, Telenapoli ripristinò le trasmissioni, tuttavia Pietrangelo Gregorio abbandonò la società per divergenze con il resto del management dell'emittente televisiva, che fallì poco dopo, non riuscendo a competere con le decine di emittenti che inizieranno a diffondere via etere (poiché l'allaccio del cavo era a pagamento, la possibilità di ricevere gratuitamente decine di nuovi canali locali dopo le liberalizzazioni nel 1976 disincentivò l'utenza ad abbonarsi).

## Il palinsesto
I programmi, inizialmente, comprendevano i titoli dei quotidiani "il Mattino" e "Roma", piccoli spettacoli di cabaret e canzoni napoletane. Tutti i programmi andavano in diretta; successivamente, i programmi più impegnativi venivano filmati con cineprese 16 mm, accoppiate al Nagra e una volta sviluppati e montati in moviola i filmati, venivano trasmessi più volte in telecinema.

## La dotazione infrastrutturale
Disponeva di 380 km di cavo nell'intera città, da Bagnoli al Cardarelli, da Secondigliano a Ponticelli.
Oltre ai 150 dipendenti, si ricorse con appalto ad otto ditte specializzate. Poiché mancavano però cavi che garantissero una o a bassa attenuazione, il cavo necessario fu prodotto esclusivamente per la Telediffusione Italiana dalla ditta belga Sannefois di Liegi: giunsero a Napoli tre TIR per il solo trasporto degli enormi "rocchettoni" di cavo.
Mancavano inoltre videocassette di distribuzione, così vennero prodotte in loco direttamente nella sede di piazza Amedeo, dove venne realizzata una piccola fabbrica con nastro trasportatore. Per i soli 12 000 contenitori a tenuta stagna di alluminio, la "Pressofusione Sabella" lavorò ininterrottamente per oltre 6 mesi.
Nel contempo furono attrezzati 6 studi televisivi a colori (unici all'epoca) e una nutrita redazione con 15 giornalisti, assicurando un lavoro a 150 dipendenti.
Questa realizzazione fu possibile grazie al gruppo dei fratelli Enrico e Ubaldo Capozzi, che vollero sostenere tutte le iniziative proposte da Gregorio. I fratelli Capozzi riuscirono a riunire numerosi professionisti e imprenditori realizzando un'importante finanziaria, la "Finin", che sostenne tutte le notevoli spese relative, nell'ordine di oltre 3 miliardi di lire dell'epoca.